# World War Cup
World War Cup este un film românesc din 2015 regizat de Sebastian Cosor. Rolurile principale au fost interpretate de actorii Andi Vasluianu, Tudor Chirilă.

## Distribuție
Distribuția filmului este alcătuită din:
- Tudor Chirilă
- Andi Vasluianu